# Show Don't Tell
Show Don't Tell är en låt av den kanadensiska progressiv rock-bandet Rush. Den släpptes som singel på albumet Presto, släppt den 21 november 1989.
Rush spelade "Show Don't Tell" 220 gånger live. Bandet spelade låten fram till 1994.